# Commerce (revista)
Commerce é uma revista literária fundada em 1924 por Marguerite Caetani. Dirigida por Paul Valéry, Léon-Paul Fargue e Valery Larbaud, ela publicou 29 edições entre 1924 e 1932. Jean Paulhan também participou de sua redação.
Em sua primeira edição, ela apresenta os primeiros trechos traduzidos em francês de Ulisses por James Joyce e em sua última edição uma das primeiras traduções em francês de um conto de William Faulkner: Une rose pour Emily.